# Bolitogyrus caesareus
Bolitogyrus caesareus – gatunek chrząszcza z rodziny kusakowatych i podrodziny kusaków. Zamieszkuje Półwysep Malajski i Borneo.

## Taksonomia
Gatunek ten opisany został po raz pierwszy w 1915 roku przez Maxa Bernhauera pod nazwą Cyrtothorax caesareus. Jako lokalizację typową wskazano Matang w malezyjskim stanie Sarawak. W 1942 roku Malcolm Cameron opisał Cyrtothorax borneensis, jako miejsce typowe wskazując Martapurę na południowym wschodzie Borneo – takson ten zsynonimizowany został z omawianym gatunkiem w 2017 roku przez Adama J. Brunkego.
W obrębie rodzaju klasyfikowany jest w grupie gatunków caesareus, obejmującej także B. temburong, B. proximus i B. rufipennis. 

## Morfologia
Chrząszcz o mocno wydłużonym ciele. Łączna długość głowy, przedplecza i pokryw wynosi od 5,2 do 6,4 mm.
Głowa jest wyraźnie szersza niż dłuższa, czarna z pomarańczowym znakiem w środkowej ⅓ czoła. Czułki mają trzonek żółtawy, czasem z przyciemnionym szczytem, nóżkę czerwonawą z ciemniejszą wierzchołkową połową, człony od trzeciego do siódmego ciemnobrązowe, a cztery lub trzy ostatnie człony bladożółte do niemal białych, rzadko z przyciemnieniem członu ostatniego. Ubarwienie głaszczków jest żółte do ciemnopomarańczowego, niekiedy z przyciemnieniem na szczycie.

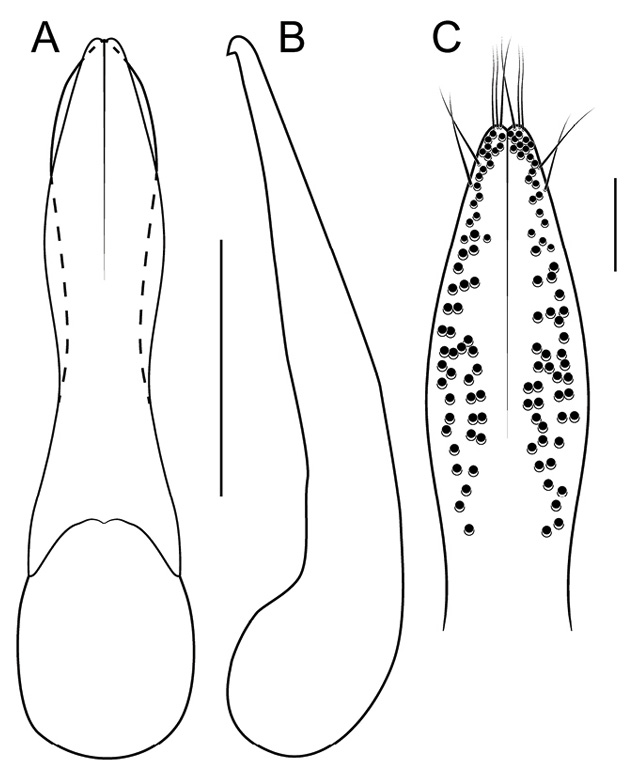
A: edeagus w widoku parameralnym; B: płat środkowy w widoku bocznym; C: układ szczecinek na paramerze

Przedplecze jest wyraźnie szersze niż dłuższe, wysklepione, o silnie rozszerzonych krawędziach, ubarwione żółtawoczerwono. Pokrywy razem mierzone są szersze niż dłuższe, nieco krótsze od przedplecza. Ubarwienie mają pomarańczowe z parą czarnych, żółto obramowanych, okrągławych plam przy barkach.  Punkty szczecinkowe (chetopory) na ich dysku obecne są nie tylko w szeregach, ale też w rozproszeniu poza nimi. Na przedpiersiu nie występuje podłużne żeberko.
Odwłok ma czarne: cały trzeci i ósmy tergit, nasadę i środek tyłu czwartego tergitu, cały z wyjątkiem przedniego brzegu tergit szósty oraz przednie 4/5 tergitu siódmego; reszta odwłoka jest głównie żółtawoczerwona. Na tergitach od trzeciego do piątego lub szóstego środkowe części są pozbawione punktowania. U samicy na ósmym tergicie brak jest pośrodkowego wcięcia, a dziesiąty tergit jest wydłużony i mniej więcej pośrodku przewężony, z częścią dysku podłużnie wyniesioną i silnie pośrodku wciśniętą. U samca siódmy sternit ma bardzo słabe wykrojenie na tylnej krawędzi, sternit ósmy szeroko-trójkątny obszar gładkiego oskórka pośrodku i wyraźne, acz płytkie wykrojenie tylnej krawędzi, a sternit dziewiąty rozszerzenie pośrodku długości, dwa rozbieżne szeregi szczecinek na gładkim dysku i wyraźne wykrojenie tylnej krawędzi. Genitalia samca mają przewężone w części nasadowej i rozszerzone w części środkowej paramery oraz nieznacznie dłuższy płat środkowy edeagusa w widoku bocznym stopniowo zwężony ku hakowatemu wierzchołkowi, pozbawiony pośrodkowego ząbka, a w widoku parameralnym w odsiebnej połowie łyżkowaty i na samym szczycie spiczasty.

## Ekologia i występowanie
Owad ten zasiedla równikowe wilgotne lasy nizinne, głównie o charakterze pierwotnym. Jego zasięg pionowy dochodzi do rzędnych około 550 m n.p.m. Osobniki dorosłe obserwowano od lutego do kwietnia oraz od września do października.
Gatunek orientalny, znany z półwyspowej i borneańskiej części Malezji, brunejskiego dystryktu Temburong oraz indonezyjskiego Borneo Południowego.